# Projet de référendum québécois de 2022
Vous êtes invité à donner votre avis sur cette page de discussion, de manière argumentée en vous aidant notamment des critères d’admissibilité ou en présentant des sources extérieures et sérieuses.  
Après avoir apposé le modèle {{Admissibilité}} sur une page, suivez les étapes expliquées sur Wikipédia:Débat d'admissibilité/Aide :
| 1. | Créez la page de débat d'admissibilité.                                                                      | Sauvegardez d’abord la page pour l’initialiser puis indiquez votre motivation.                                |
| 2. | Important : ajoutez une entrée dans la section Débat d'admissibilité du jour.                                | Utilisez ce texte : *{{L\|Projet de référendum québécois de 2022}}                                            |
| 3. | Pensez à informer les contributeurs principaux de la page et les projets associés lorsque cela est possible. | Utilisez ce texte : {{subst:Avertissement débat d'admissibilité\|Projet de référendum québécois de 2022}}~~~~ |

Le référendum québécois de 2022 devait être organisé le 3 octobre 2022 au Québec. La population aurait été amenée à se prononcer sur un projet de réforme du système électoral introduisant une part de proportionnelle. Le projet est annulé en avril 2021.

## Objet
L'Assemblée nationale est dotée de 125 députés, tous élus au scrutin majoritaire uninominal à un tour dans autant de circonscriptions électorales. Le système réformé prévoyait d'instaurer un système mixte avec une part de sièges élu selon ce scrutin et une autre moins importante à la proportionnelle. 
Un seuil électoral de 10 % au niveau du Québec entier aurait été appliqué pour la part proportionnelle, seules les listes réussissant à franchir ce seuil obtenant des sièges. L'électeur aurait coché ainsi sur son bulletin de vote une case pour un candidat dans sa circonscription et une autre case pour un parti au niveau régional.
Le Québec aurait été redécoupé en 80 circonscription pourvues au scrutin uninominal majoritaire à un tour, tandis que les 45 sièges restants auraient été pourvus au scrutin proportionnel plurinominal dans 17 circonscriptions plurinominales correspondant à chaque région administrative . 

### Représentation par régions
Le Secrétariat à l’accès à l’information et à la réforme des institutions démocratiques a estimé le nombre de sièges que chaque région administrative obtiendrait d'accord aux règles proposées.
| Région                        | Sièges de circonscription | Sièges de région | % d’électeurs | % de sièges |
| ----------------------------- | ------------------------- | ---------------- | ------------- | ----------- |
| Gaspésie–Îles-de-la-Madeleine | 2                         | 1                | 1,2 %         | 2,4 %       |
| Bas-Saint-Laurent             | 2                         | 1                | 2,6 %         | 2,4 %       |
| Chaudière-Appalaches          | 4                         | 3                | 5,4 %         | 5,4 %       |
| Centre-du-Québec              | 3                         | 2                | 3,1 %         | 4,0 %       |
| Estrie                        | 3                         | 2                | 4,0 %         | 4,0 %       |
| Montérégie                    | 14                        | 8                | 18,9 %        | 17,6 %      |
| Montréal                      | 16                        | 8                | 21,5 %        | 19,2 %      |
| Laval                         | 4                         | 2                | 5,0 %         | 4,8 %       |
| Saguenay-Lac-Saint-Jean       | 3                         | 2                | 3,6 %         | 4,0 %       |
| Côte-Nord                     | 1                         | 1                | 1,1 %         | 1,6 %       |
| Capitale-Nationale            | 7                         | 4                | 9,2 %         | 8,8 %       |
| Mauricie                      | 3                         | 2                | 3,5 %         | 4,0 %       |
| Lanaudière                    | 5                         | 3                | 6,3 %         | 6,4 %       |
| Laurentides                   | 6                         | 3                | 7,6 %         | 7,2 %       |
| Outaouais                     | 4                         | 2                | 4,6 %         | 4,8 %       |
| Abitibi-Témiscamingue         | 2                         | 1                | 1,9 %         | 2,4 %       |
| Nord-du-Québec                | 1                         | 0                | 0,5 %         | 0,8 %       |

## Historique
Le 25 septembre 2019, la ministre de la Justice Sonia LeBel dépose à l'Assemblée nationale le projet de Loi établissant un nouveau mode de scrutin. 
La prime au vainqueur de l’article 156 prévoit que les partis ayant remporté le plus de circonscriptions locales d’une région donnée seront avantagés lors de l’attribution de sièges de région.
Le 28 avril 2021, le gouvernement admet que le référendum ne pourra plus avoir lieu tel que prévu, en raison du retard dans l'adoption du projet de loi.

## Question
La question posée aux citoyens aurait été « Êtes-vous en accord avec le remplacement du mode de scrutin majoritaire uninominal à un tour par le mode de scrutin mixte avec compensation régionale prévu par la Loi établissant un nouveau mode de scrutin? »